# São Martinho de Candoso
São Martinho de Candoso es una freguesia portuguesa del concelho de Guimarães, con 3,10 km² de superficie y 1.601 habitantes (2001). Su densidad de población es de 516,5 hab/km².